# Саша Роуз
Саша Роуз (на английски: Sasha Rose) е руска порнографска актриса, родена на 21 юни 1990 година в град Санкт Петербург, Русия.
Дебютира като актриса в порнографската индустрия през 2008 г., когато е на 18-годишна възраст.

## Филмография
- Bitches in Uniform (2012)
- The Informers (2011)
- Better Than Life (2011)
- Ben Dover Employment Opportunities (2011)
- Rocco: Puppet Master 10 (2011)
- Triebhafte Visionen (2010)
- 2010/III Ink (2010)
- Playing (2010)
- Lil' Gaping Lesbians 1 (2010)
- My Sexy Kittens 53 (2010)
- Rocco: Puppet Master 8 (2010)
- Winking 101 in Russia 1 (2009)
- Cream Pie Orgy 10 (2009)
- Analyzed Teens 2 (2009)
- Angel Perverse 12 (2009)
- Bitches in Heat 2 (2009)
- Heels & Whores (2009)
- My Sexy Kittens 49 (2009)
- Russian Angels 2 (2009)
- Seventeens Summertime 6 (2008)

## Награди и номинации
- 2011: AVN награда – Best Sex Scene in a Foreign-Shot Production – „Rocco: Puppet Master 8“ – indicada
- 2011: AVN награда – Best Sex Scene in a Foreign-Shot Production – „Angel Perverse 16“ – indicada
- 2011: AVN награда – Best Solo Sex Scene – „Clits and Toes“ – indicada